# Ла Риоха (провинция)
 Тази статия е за административната единица в Аржентина.  За други значения вижте Ла Риоха.  
Ла Рио̀ха (на испански: La Rioja) е една от 23-те провинции на Аржентина. Намира се в западната част на страната. Провинция Ла Риоха е с население от 383 220 жители (по изчисления за юли 2018 г.) и обща площ от 89 680 км². Столица на провинцията е едноименния град Ла Риоха.